# Metralhamento

O canhão GAU-8 — calibre 30 mm — de um A-10 Thunderbolt II sendo usado no metralhamento de indivíduos suspeitos de formarem uma equipe de metralhadora do Talibã. Imagens capturadas por um drone de reconhecimento aéreo operado por militares dos EUA, no Afeganistão.

Metralhamento ou ametralhamento é uma prática militar que designa o ato de uma aeronave, em baixa altitude, atacar um alvo terrestre utilizando armas automáticas instaladas em suas torretas. Menos comumente, o termo é usado, por extensão, para descrever salvas de tiros vindas de qualquer veículo terrestre ou naval em alta velocidade, como lanchas, utilizando-se armas de menor calibre e visando alvos imóveis ou movendo-se lentamente.[carece de fontes?]

## Descrição

Um Vought F4U Corsair americano metralhando um navio japonês durante a Segunda Guerra Mundial.

As armas usadas no metralhamento variam, em calibre, de metralhadoras de 7,62 a 14,5 mm até canhões automáticos ou rotativos de 20 mm a 40 mm. Embora o ataque ao solo utilizando armas automáticas seja muitas vezes acompanhado de bombardeios ou salvas de foguetes, o termo "metralhamento" não inclui especificamente os dois últimos.